# زیردریایی یو-۴۷۷
زیردریایی یو-۴۷۷ (به انگلیسی: German submarine U-477) یک زیردریایی بود که طول آن ۶۷٫۱ متر (۲۲۰ فوت ۲ اینچ) بود. این زیردریایی در سال ۱۹۴۳ ساخته شد.